# Santuario di San Matteo Apostolo
Il santuario di San Matteo Apostolo è un edificio religioso che si trova a San Marco in Lamis, in provincia di Foggia.

## Storia
Anticamente conosciuto come il "convento di San Giovanni In Lamis", l'imponente monastero è situato a circa un paio di chilometri ad est di San Marco in Lamis alle pendici del monte Celano (871 m), tra il verde dei carpini e dei frassini che sovrastano la valle dello Starale.
Non si hanno date certe sulla fondazione del santuario probabilmente fondato dai Longobardi, ma sicuramente l'esistenza di una chiesa e di un ospizio erano cosa certa già dal V-IV secolo. Questo perché agli inizi del Medioevo i pellegrini abruzzesi e molisani che si recavano a Monte Sant'Angelo per visitare la grotta dell'Arcangelo cercavano rifugio proprio in questa zona che si trovava ad un giorno di cammino dalla grotta. Altra prova attendibile è la presenza, a meno di un chilometro, delle rovine del convento di San Nicola che testimonia la fervida affluenza di pellegrini lungo l'antica via Francigena.
La prima data certa che troviamo nei documenti è quella del 1007. Certamente il convento fu fondato dai monaci benedettini con il nome di San Giovanni De Lama, quindi fu uno dei primi insediamenti ecclesiastici della Capitanata insieme a pochi altri, ma a differenza di questi ebbe una notevole importanza nell'ambito sociale dell'epoca. Il feudo omonimo era uno dei più grandi insieme a quello di Castelpagano; è grazie alla sua importanza che a valle del convento nacque un sobborgo di pastori che fondarono l'attuale San Marco in Lamis.
Dopo lo splendore, sul convento si abbatté un duro periodo di crisi, dovuta al fatto che l'ordine dei benedettini era stato messo in crisi da lotte interne alla chiesa. Partiti i Benedettini, Clemente V, con Bolla del 20 febbraio 1311, affidò il Monastero ai Cistercensi dell'abbazia di Santa Maria di Casanova presso Villa Celiera (PE) per poi passare nelle mani di alcuni abati commendatari. Una svolta si ebbe solamente più tardi, quando l'affidamento del monastero passò nelle mani dei frati Minori Osservanti, con bolla papale del 14 febbraio 1568, che donarono nuovamente splendore e gloria al convento. In questo periodo il monastero ricevette una reliquia proveniente dalla cattedrale di Salerno attribuita all'apostolo evangelista Matteo (un dente molare). Questo non fece altro che far aumentare l'afflusso di pellegrini che salivano sul monte Gargano in cerca di quella spiritualità che non si trovava altrove.
Ancora oggi si conservano tradizioni tramandate dall'epoca, come l'unzione con l'olio della lampada vicina alla reliquia. Questo rito viene effettuato il 21 settembre per celebrare la festa di San Matteo dove la statua viene portata in processione dagli abitanti di Cerignola, di cui San Matteo è il loro santo protettore. La reliquia è custodita in un reliquiario seicentesco completamente d'argento.
Dopo la donazione della reliquia il convento fu noto come "convento di San Matteo" anche se ufficialmente il nome canonico resta ancora "convento di San Giovanni in Lamis".

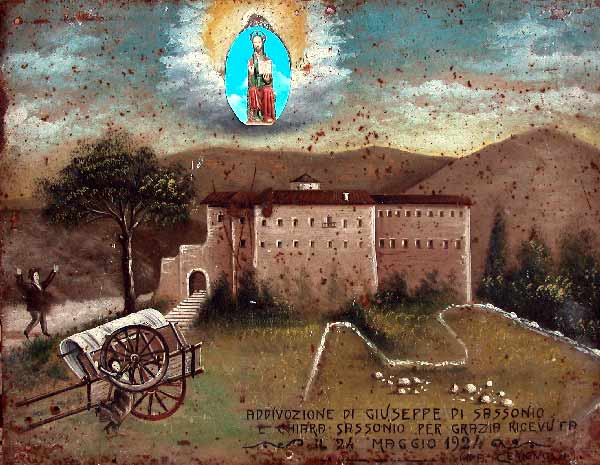
Ex voto

In questi ultimi secoli il convento è sempre stato meta di pellegrinaggi, aumentati notevolmente negli ultimi anni dall'afflusso di visitatori alla tomba di san Pio da Pietrelcina a san Giovanni Rotondo e questo non ha fatto altro che accrescere la notorietà del convento che si è sviluppato nell'ambito del parco nazionale del Gargano grazie al suo inserimento in un paesaggio unico nel suo genere.
Da non trascurare la famosa biblioteca dedicata a padre Antonio Fania da Rignano Garganico allestita nell'ultimo secolo in alcuni meandri del convento (una volta adibiti alla rimessa del bestiame), con più di 60.000 volumi, che si attesta tra le più importanti di tutta la Capitanata grazie anche alla sua funzione di museo dovuta alla presenza di un notevole numero di opere d'arte presenti al suo interno (quadri, statue, simulacri...), da ricordare la raccolta di antichissime Bibbie e le innumerevoli mappe raffiguranti la Capitanata, oltre ad un manoscritto con la Divina Commedia di Dante.

## Descrizione
Se si osserva attentamente il monastero dall'esterno, ci si può accorgere molto facilmente delle correzioni e degli accrescimenti apportati alla struttura. Questo a testimonianza delle numerose serie di eventi che hanno fatto la storia del monastero. Inizialmente doveva avere più le sembianze di una fortezza, grazie ai suoi contrafforti ed alla sua posizione, quasi a controllo della valle dello Starale.
Nel 1926 sul lato orientale fu eretta una balconata in corrispondenza dell'unica navata per espletare all'esterno la presenza della chiesa.
Per quanto riguarda la facciata centrale, bisogna ricordare che fu munita della attuale scalinata nel 1838, la quale conduce all'ingresso che a sua volta conduce attraverso una serie di archi e vele al chiostro di forma rettangolare che ci rimanda a quello spirito benedettino che mostra le origini della costruzione.
Dal chiostro si può ammirare il loggiato cinquecentesco ed il piazzale medievale con il monumentale pozzo, alla cui sommità è posta una statua raffigurante l'arcangelo Michele. Un lungo corridoio conduce alla chiesa ad un'unica navata che presenta un presbiterio rialzato completamente realizzato con marmi policromi da maestri napoletani. Sopra l'altare troviamo la statua di san Matteo la cui storia è davvero particolare perché altro non è che il rifacimento di un Cristo effettuato da un frate verso la fine del Cinquecento, il quale gli mise in mano la penna con la quale l'Evangelista scrisse il vangelo. La statua è completamente realizzata in legno d'olivo garganico e sul libro si trova la data del 1596.
Sui muri si notano i resti di affreschi medievali, tra i quali vi è la rappresentazione di San Francesco in visita sul Gargano ed i resti di un Giovanni Battista. Lateralmente vi sono degli altari minori di stile barocco realizzati con pietra di Monte Sant'Angelo dedicati a san Giuseppe, l'Immacolata Concezione, sant'Antonio da Padova e san Giovanni Battista da cui si ha il nome canonico della chiesa.

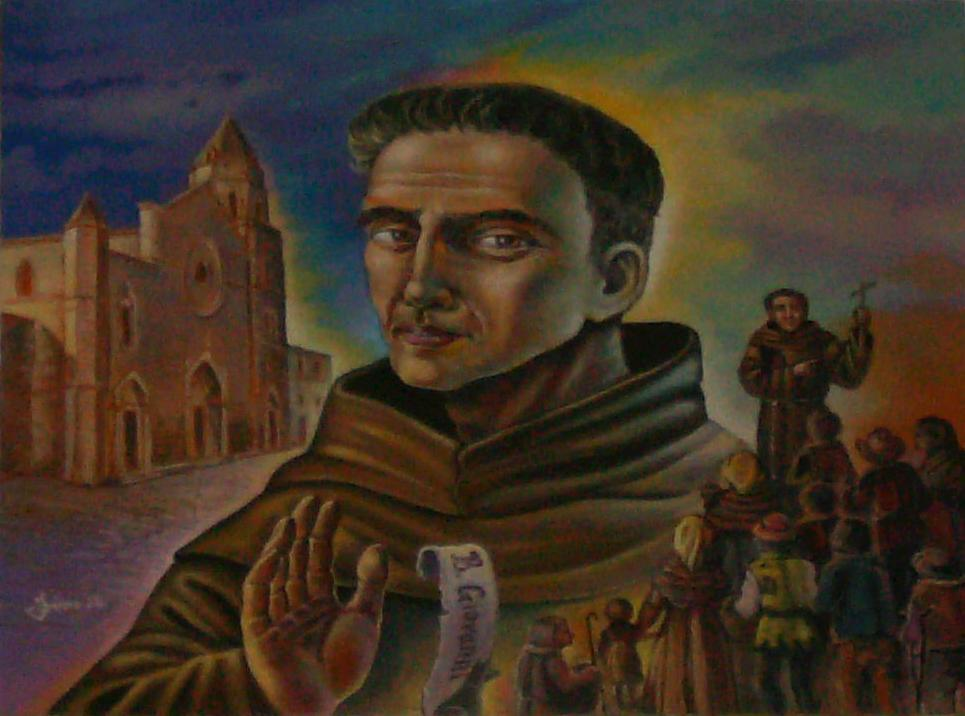
Beato Giovanni Vici da Stroncone in una tela di Filippo Pirro

Al di sopra di questi altari vi sono delle tele recenti, raffiguranti alcuni francescani della Capitanata (fra cui san Francesco Antonio Fasani e beato Giovanni Vici da Stroncone), autore l'artista sammarchese Filippo Pirro.
Nell'abside è collocato un coro in legno massiccio che alcuni ignoti frati minori del convento intagliarono nel 1600. Sulle lunette di questo coro si possono ammirare 14 bellissimi quadri del 1927 che raffigurano la Via Crucis realizzati in cartapesta e terracotta dall'artista Salvatore Bruno da Lecce. Nella sagrestia sono conservati un antico mobile del XVII secolo ed un lavabo in pietra locale del 1700.
Nella chiesa si trova l'organo a canne Mascioni opus 1109, costruito nel 1991. Lo strumento è a trasmissione mista, meccanica per i manuali e il pedale ed elettrica per i registri ed ha due tastiere di 61 note ciascuna e pedaliera di 32 note.
Appena entrati nel convento sulla destra vi è una stanza dove si trova il presepio artistico che fu allestito per il Natale del 1966, la scenografia fu realizzata da Matteo la Sala ed alcuni suoi allievi (studenti francescani). Nello stesso piano possiamo trovare i locali dove si svolge la vita dei frati: la cucina, i due refettori e le sale di riunione.
Il refettorio grande è estremamente semplice, le uniche particolarità sono un magnifico affresco seicentesco raffigurante l'ultima cena ed alcuni quadri che ritraggono santi francescani. Il refettorio piccolo invece è particolare grazie all'architettura medievale composta dall'unione di archi e volte in pietra grezza. Infine vi è la sala del fuoco chiamata così perché nel passato i monaci si riunivano davanti ad un grosso camino per pregare.
Al piano superiore, costituito da tre lunghi corridoi troviamo le stanze dove vengono accolti gli ospiti durante le attività organizzate dal convento. Queste una volta erano le stanze che ospitavano i seminaristi francescani giacché il convento fungeva da seminario. I lunghi corridoi vengono adibiti anche a mostre ed esposizioni data l'ampiezza e la caratteristica del luogo. Dal corridoio centrale si accede al pittoresco loggiato cinquecentesco.
Un ulteriore gioiello posseduto dal santuario è l'organo che si attesta tra i migliori della regione. Questo è stato realizzato a Varese ed inaugurato il 7 settembre 1991. Realizzato con diversi tipi di legname pregiato, è un vero gioiello di tecnologia avanzata ed oggi, grazie a questo, il convento ospita numerose rassegne concertistiche.